# Słowo Prawdy (wydawnictwo)
Wydawnictwo „Słowo Prawdy” – wydawnictwo Kościoła Chrześcijan Baptystów z siedzibą w Warszawie. Jego działalność obejmuje publikację książek m.in. o tematyce biblijnej, teologicznej, ewangelizacyjnej, historycznej. Posiada osobowość prawną na podstawie rozporządzenia Ministra Administracji i Cyfryzacji z dnia 13 grudnia 2012 r. w sprawie nadania osobowości prawnej Wydawnictwu Słowo Prawdy z siedzibą w Warszawie.

## Historia
Szczególnie dużą aktywność wydawnictwo wykazywało w czasach Polski Ludowej, choć jego działalność była reglamentowana przez przydział papieru, ograniczony dostęp do zakładów drukarskich oraz cenzurę. Wtedy to ukazały się w nim przekłady wielu ewangelikalnych publikacji należących do kategorii światowych bestsellerów (np. popularnych książek Billy Grahama). Pierwsze książki ukazały się w 1960 (publikacja z 1960 pt. Głos wiary. Śpiewnik dla Zborów Pańskich nosi na stronie tytułowej następujące oznaczenie wydawcy: „Wydawnictwo Polskiego Kościoła Chrześcijan Baptystów” czyli bez użycia nazwy: Wydawnictwo „Słowo Prawdy”). Kluczowymi osobami zaangażowanymi w działalność Wydawnictwa w latach 1960-1989 byli: Michał Stankiewicz, Konstanty Wiazowski, Zdzisław Pawlik i Krzysztof Bednarczyk.

## Publikacje z okresu Polski Ludowej

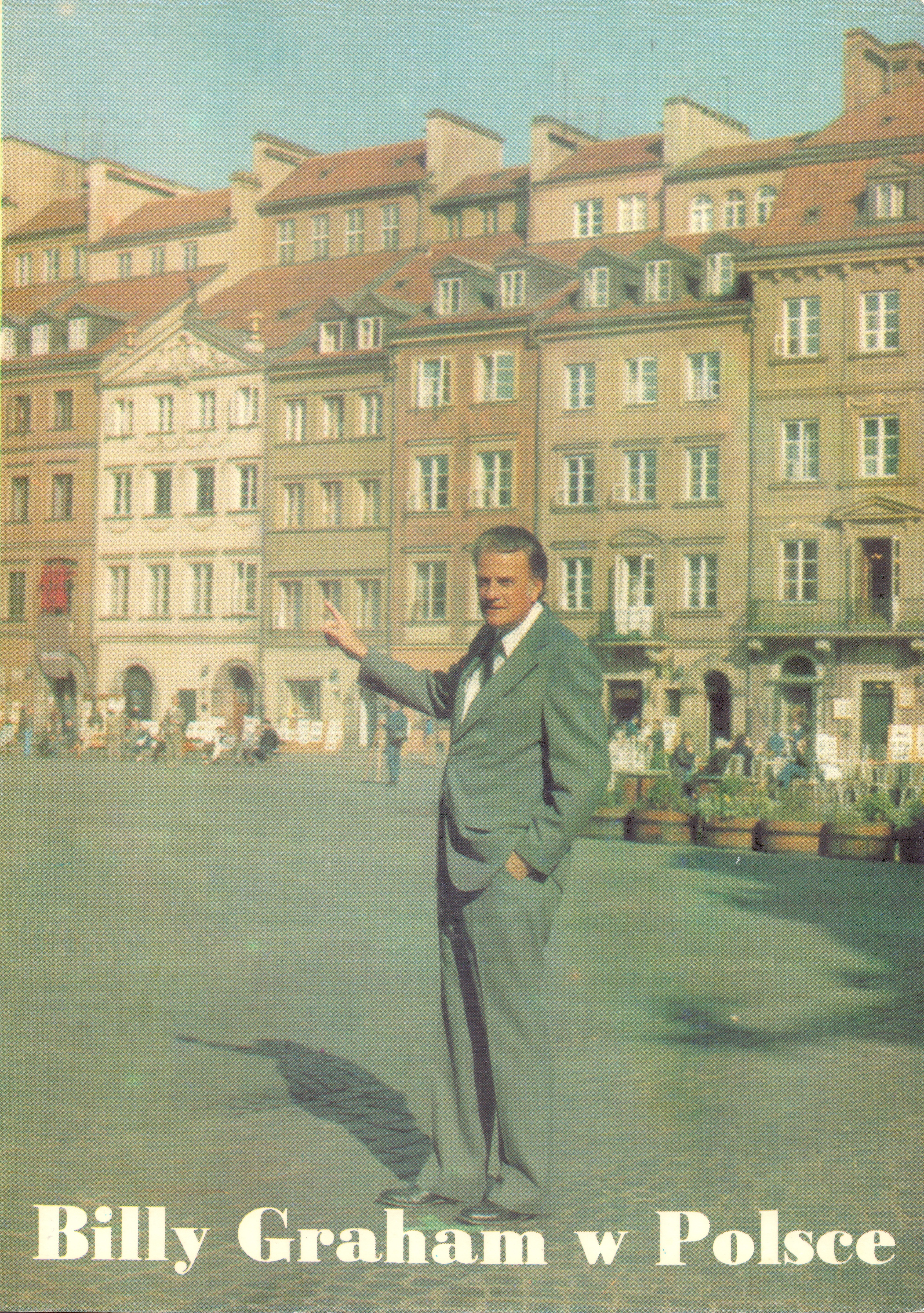
Książka „Billy Graham w Polsce”

- 1959:

Głos wiary. Śpiewnik dla Zborów Pańskich
- 1960:

Głos wiary. Śpiewnik dla Zborów Pańskich (wydanie trzecie, poprawione i uzupełnione)
- 1961:

William J. Schnell - Trzydzieści lat w niewoli „Strażnicy”. Wyznanie nawróconego świadka Jehowy (tłum. Krzysztof Bednarczyk)
- 1962:

Billy Graham – Siedem głównych grzechów;
G.W. Rusling – Twoje dziedzictwo czyli co młodzież baptystyczna powinna wiedzieć o swoim wyznaniu
- 1963:

Emil Brunner – Nasza wiara
- 1964:

Henry Cook – O co walczą baptyści
Luis Padrosa - Dlaczego wystąpiłem z Kościoła rzymsko-katolickiego
William J. Schnell - Ku światłu chrześcijaństwa
- 1965:

Chodźcie, posłuchajcie (3 zeszyty)
Zbigniew Wierszyłowski, Co wam przykazałem. Wykład wiary apostolskiej ułożony w formie postylli dla wiernych i poszukiwaczy biblijnego Kościoła w czasach współczesnych
- 1966:

Henry Cook – Pytania wiary
Billy Graham – Pokój z Bogiem
Billy Graham - Siedem głównych grzechów
John Flavel – Tajemnice opatrzności (tłum. Zdzisław Pawlik)
Henry Halley – Przewodnik biblijny
Henry Halley – Przewodnik biblijny część II
Michał Stankiewicz – Ponurzano w Polszcze
- 1968:

Chcemy Jezusa widzieć
Głos wiary (oprac. Gabriel Popko)
- 1969:

Krzysztof Bednarczyk - Wzrastajcie w łasce
Henry Halley – Przewodnik biblijny część III
Kiedy już uwierzyłeś (2 zeszyty)
Bakht Singh Moi wybrani
Statut Polskiego Kościoła Chrześcijan Baptystów
Zgubione i znalezione (3 zeszyty)
- 1970:

Krzysztof Bernarczyk - Pilot
J.I. Haggai – W walce z niepokojem
Henry Halley – Przewodnik biblijny. Stary Testament (2 tomy)
Kalendarz Słowa Prawdy 1971
Kiedy już uwierzyłeś. Pomoc dla ewangelisty
Źródło naszego szczęścia
- 1971:

Codzienne rozważania biblijne
Tim LaHaye – Temperament a Duch Święty
- 1972:

Keith Miller - Smak nowego wina
- 1973:

Głos wiary (wyd. 4 tekstowe)
W. Stuart Harris, Droga zbawienia
Słowo i Praca. Kalendarz „Słowa Prawdy” 1974 r.
- 1974:

William Barclay – Powrót do Boga
Maria Bartikowska - Gallilae vicisti
Krzysztof Bednarczyk – Chrześcijaństwo ewangeliczne a katolicy
Lewis A. Drummond – Jak zwiastować ewangelię
- 1975:

Walter Trobisch – Którędy do małżeństwa?
- 1976:

Codzienne rozważania biblijne II
George Verwer – Głód pełni życia chrześcijańskiego
Guenther Wegener - 6000 lat i jedna księga (tomy 1-2)
- 1977:

William Barclay – Ewangelia św. Mateusza
Krzysztof Bednarczyk – Formuła mocy
Tim LaHaye Do szczęścia w małżeństwie
Słowo i Praca. Kalendarz „Słowa Prawdy” 1977 r.
- 1978:

William Barclay – List do Rzymian
Billy Graham – Musicie się na nowo narodzić
Keith Miller – Drugie przejrzenie
- 1979:

William Barclay – Dzieje Apostolskie
William Barclay – List do Galacjan
William Barclay – Listy do Koryntian
Billy Graham w Polsce
- 1980:

William Barclay – List św. Jakuba
Słowo i Praca III
- 1981:

William Barclay – List do Efezjan
William Barclay – Listy do Tesaloniczan
William Barclay – Listy do Tymoteusza
William Barclay – Listy do Tytusa i Filemona
William Barclay – Listy św. Piotra
William Barclay – Objawienie św. Jana
Ludmiła i Krzysztof Bednarczykowie – Obraz Boży. Wiązanka 2. Wybór opowiadań
Ludmiła i Krzysztof Bednarczykowie – Patrzaj, jaki to Bóg. Wybór poezji polskiej do recytacji w społecznościach chrześcijańskich. Wiązanka 3
Ludmiła i Krzysztof Bednarczykowie – Spiesz do Jezusa. Wiązanka 4. Zbiór wierszy na różne okazje
John Stott – Chrystus i ty
Ojcze nasz. Wiązanka 1
- 1982:

William Barclay – Listy św. Jana i Judy
John Stott – Chrystus i ty
- 1983:

William Barclay – List do Hebrajczyków
Joni Eareckson – Joni
Poświęceni w prawdzie. Informacja o Kościele Baptystów
- 1984:

William Barclay – Ewangelia św. Łukasza
William Barclay – List do Filipian
Stan Telchin – Zdradzony
C. Peter Wagner, Joseph S. McCullough – Kondor dżungli
- 1985:

Billy Graham – Musicie się na nowo narodzić
Billy Graham – Siedem głównych grzechów
Billy Graham – Tajemnica szczęścia
J.I. Haggai – W walce z niepokojem
Poświęceni w prawdzie. Informacja o Kościele Baptystów
- 1986:

William Barclay – Ewangelia według św. Jana (tom 1)
William Barclay – List do Kolosan
Tim LaHaye – Temperament a Duch Święty
Stanisław Malina – Chrześcijańska odwaga
Słowo i Praca IV
- 1987:

William Barclay – Ewangelia według św. Jana (tom 2)
William Barclay – Ewangelia według św. Marka
Codzienne rozważania biblijne III
Billy Graham – Aniołowie. Niewidzialni posłańcy Boga
Billy Graham – Duch Święty
Carl H. Lundquist – Przemilczane sprawy
John F. MacArthur jr. – Charyzmatycy
J. Oswald Sanders – Skuteczna ewangelizacja (o pozyskiwaniu dusz)
Basilea Schlink – Czarne czy białe
Basilea Schlink – Tym, którzy Go miłują
- 1988:

Corrie ten Boom – Bezpieczna kryjówka
Gene A. Getz – Kobieta...
Corrie ten Boom – Bezpieczna kryjówka
Basilea Schlink – Patmos
Basilea Schlink - Upamiętanie źródłem radości
Warren i Dawid Wiersbe - Zasady zwiastowania Słowa Bożego
- 1989:

Eric Lane – Chcę być ochrzczony
J.I. Packer – Poznawanie Boga
Dawid Watson – Jak znaleźć Boga?
Norman Warren – Droga pokoju. Rozważania nad treścią Psalmu 23
Wędrowiec (śpiewnik)
John White – Pierwsze kroki wiary